# Puente de los Cantautores
El puente de los Cantautores de Zaragoza (Aragón, España), inaugurado el 17 de mayo de 1929 como puente Trece de Septiembre y que durante la Segunda República se llamó del 14 de abril, es un puente sobre el río Huerva situado a la entrada del parque Grande José Antonio Labordeta, en la avenida de San Sebastián.
Diseñado por el arquitecto Miguel Ángel Navarro Pérez, la construcción había comenzado el 13 de marzo del año anterior.
En 2002 fue declarado Bien de Interés Cultural con categoría de Monumento.

## Descripción
Es una construcción singular y al mismo tiempo representativa de la arquitectura de la época, que evidencia la fuerza y pervivencia de los movimientos historicista y eclecticista en la arquitectura zaragozana, y que retoma materiales, elementos estructurales y ornamentales de la tradición constructiva aragonesa. 
Consta de tres grandes arcadas construidas en hormigón armado, correspondiendo el ojo central al cauce del río y los laterales a dos paseadores que discurrían paralelos por las riberas del río. 
Las arcadas se abren en arco rebajado, imitando un despiece dovelado, y se encuentran flanqueadas por grandes contrafuertes decorados con motivos en ladrillo de tradición mudéjar, como cruces de múltiples brazos.
Una balaustrada de piedra recorre la parte superior, adaptándose a la curva de los miradores volados. Sobre la arcada principal se sitúan dos templetes construidos en ladrillo, de planta cuadrada, abiertos en arco de medio punto y cubiertos con un tejado a cuatro aguas con tejas de cerámica vidriada rematado por un pináculo.